# Hoboksar
Hoboksar är ett autonomt härad för mongoler som lyder under prefekturen Tarbagatay i Xinjiang-regionen i nordvästra Kina.